# Andarge
Die Andarge ist ein Fluss in Frankreich, der im Département Nièvre in der Region Bourgogne-Franche-Comté verläuft. Sie entspringt im Gemeindegebiet von Billy-Chevannes, entwässert generell in südöstlicher Richtung und mündet nach rund 26 Kilometern unterhalb von Verneuil als rechter Nebenfluss in den Aron. Knapp vor seiner Mündung unterquert er den hier parallel verlaufenden Canal du Nivernais.

## Orte am Fluss
- Billy-Chevannes
- Anlezy
- Verneuil

## Sehenswürdigkeiten
Folgende  Bauwerke am Fluss sind als Monument historique klassifiziert:
- Schloss Dumphlun (Gemeinde Billy-Chavannes)
- Schloss Romenay (Gemeinde Diennes-Aubigny)